# Крашево (Дзялдовський повіт)
Крашево (пол. Kraszewo, нім. Kraschewo) — село в Польщі, у гміні Ілово-Осада Дзялдовського повіту Вармінсько-Мазурського воєводства.
Населення — 184 особи (2011).
У 1975-1998 роках село належало до Цехановського воєводства.

## Демографія
Демографічна структура станом на 31 березня 2011 року:
|          | Загалом | Допрацездатний вік | Працездатний вік | Постпрацездатний вік |
| -------- | ------- | ------------------ | ---------------- | -------------------- |
| Чоловіки | 89      | 29                 | 55               | 5                    |
| Жінки    | 95      | 23                 | 58               | 14                   |
| Разом    | 184     | 52                 | 113              | 19                   |